# Hrabstwo Roseau
Hrabstwo Roseau (ang. Roseau County) – hrabstwo w stanie Minnesota w Stanach Zjednoczonych. Hrabstwo zajmuje powierzchnię 4345 km². Według szacunków United States Census Bureau w roku 2010 liczyło 15 629 mieszkańców. Siedzibą administracyjną hrabstwa jest Roseau.

## Miasta
- Badger
- Greenbush
- Roosevelt
- Roseau
- Strathcona
- Warroad